# Gary Hemming

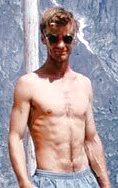
Gary Hemming (1963)

Gary Hemming, eigentlich Gareth Hain Hemming (geboren am 13. Dezember 1934 in Pasadena, Kalifornien; gestorben am 6. August 1969 am Jenny Lake, Wyoming), war ein US-amerikanischer Bergsteiger. Er brachte die Ideen des im Yosemite-Nationalpark praktizierten Bigwall-Kletterns an die großen Wände der Alpen. Nach einer spektakulären Bergrettungsaktion hatte er in der zweiten Hälfte der 1960er Jahre vor allem in Frankreich den Status eines Helden und war einem großen Publikum unter dem Namen „Beatnik der Gipfel“ (französisch beatnik des cimes) bekannt.

## Biographie
Hemming wuchs in San Diego, Kalifornien, auf. 1955 wurde er zur Armee eingezogen und trat in die Air Force Academy ein, um Pilot zu werden. Nach vier Monaten Ausbildung wurde er jedoch wegen fehlender Disziplin entlassen. Danach studierte er an der Stanford University und arbeitete später in der San Francisco Bay Area. Seine Streifzüge durch Amerika von Ende der 1950er bis Anfang der 1960er Jahre führten ihn von Wyoming nach Mexiko sowie nach British Columbia und New York City. Er war ein früher Prototyp des „Gammlers“ oder eines Vagabunden. Hemming war allerdings unzufrieden und unglücklich mit seinem Leben. Auf einer Reise nach Europa, die durch seinen Freund John Harlin initiiert wurde, lernte er eine neue Lebensart in einer für ihn freieren Umgebung kennen. Er siedelte nach Frankreich über, um sporadisch in Grenoble Philosophie zu studieren. 1961 nahm er an dem Kurs für Bergführeraspiranten in Chamonix teil. Er musste jedoch 1962 die Ausbildung beenden, weil er sich weigerte, seinen Vollbart abzurasieren. Er lebte in diesen Jahren von Gelegenheitsarbeiten, ohne festen Wohnsitz bei Freunden oder im legendären Hotel de Paris in Chamonix, dem heimlichen Mekka der damaligen Westalpen-Kletterszene. Sein damaliger Kletterfreund, der spätere Politiker Pierre Mazeaud, bei dem er immer wieder wohnte, charakterisierte ihn als sympathischen, nonkonformen „freundlichen Clochard“. Aber auch Hemmings Launenhaftigkeit war legendär. Er bekam Wutanfälle, die sich oft gegen Gegenstände richteten.
1963 wurde Hemming Vater eines Sohns, Laurent Hemming. Die Mutter war Französin und das Paar führte angeblich eine offene Beziehung. Später verliebte er sich in eine junge französische Studentin, an die er unrealistische Erwartungen mit hohem mythischen Anteil stellte. Im September 1966 berichtete Le Monde, dass Hemming von der Polizei aufgegriffen wurde, als er in Fontenay-aux-Roses über das Tor der Villa stieg, die der Familie der Studentin gehörte, die ihn gerade verlassen hatte. Vier Tage später wurde er durch Intervention seines Freundes und Kletterkameraden Pierre Mazeaud vorläufig freigelassen.
Später reiste er nach Alaska, Nepal und Kenia. Er versuchte sich auch als Filmemacher. Im Laufe der Jahre wurden Hemmings innere Kämpfe, die sich in Form von launischem Rückzug oder gewalttätigen Ausbrüchen zeigten, immer intensiver und waren schließlich nicht mehr zu beherrschen. Gary Hemming starb im August 1969 auf einem Campingplatz am Jenny Lake in Wyoming in den Tetons durch Suizid.

## Alpinismus
Garry Hemming lebte in den frühen 1950er Jahren in Südkalifornien und begann zu dieser Zeit am Tahquitz Rock zu klettern. Als er nach Stanford umzog, lernte er John Harlin kennen, der damals auch in Stanford studierte. Mit ihm und anderen Mitgliedern des Stanford Alpine Club kletterte er um 1954 viel im Yosemite-Nationalpark, wo er die amerikanische Kletterethik des Freikletterns verinnerlichte und die moderne Klettertechnik lernte. Bei der amerikanischen Kletterethik war das Ziel, nach der Begehung einer Route keine Spuren zu hinterlassen.
Harlin wurde amerikanischer Luftwaffenpilot und war 1960 in Deutschland stationiert. Hemming, der von den Alpen fasziniert und von den vermeintlichen Zwängen der amerikanischen Gesellschaft angewidert war, schloss sich Harlin an, nachdem dieser ihn 1960 brieflich kontaktiert hatte. Während Harlin und Hemming in Kalifornien nur Randfiguren der Kletterentwicklung waren, sorgten sie in Europa für Furore, indem sie den Freiklettergedanken und die Bigwall-Taktik auf die großen Berge der Westalpen übertrugen.

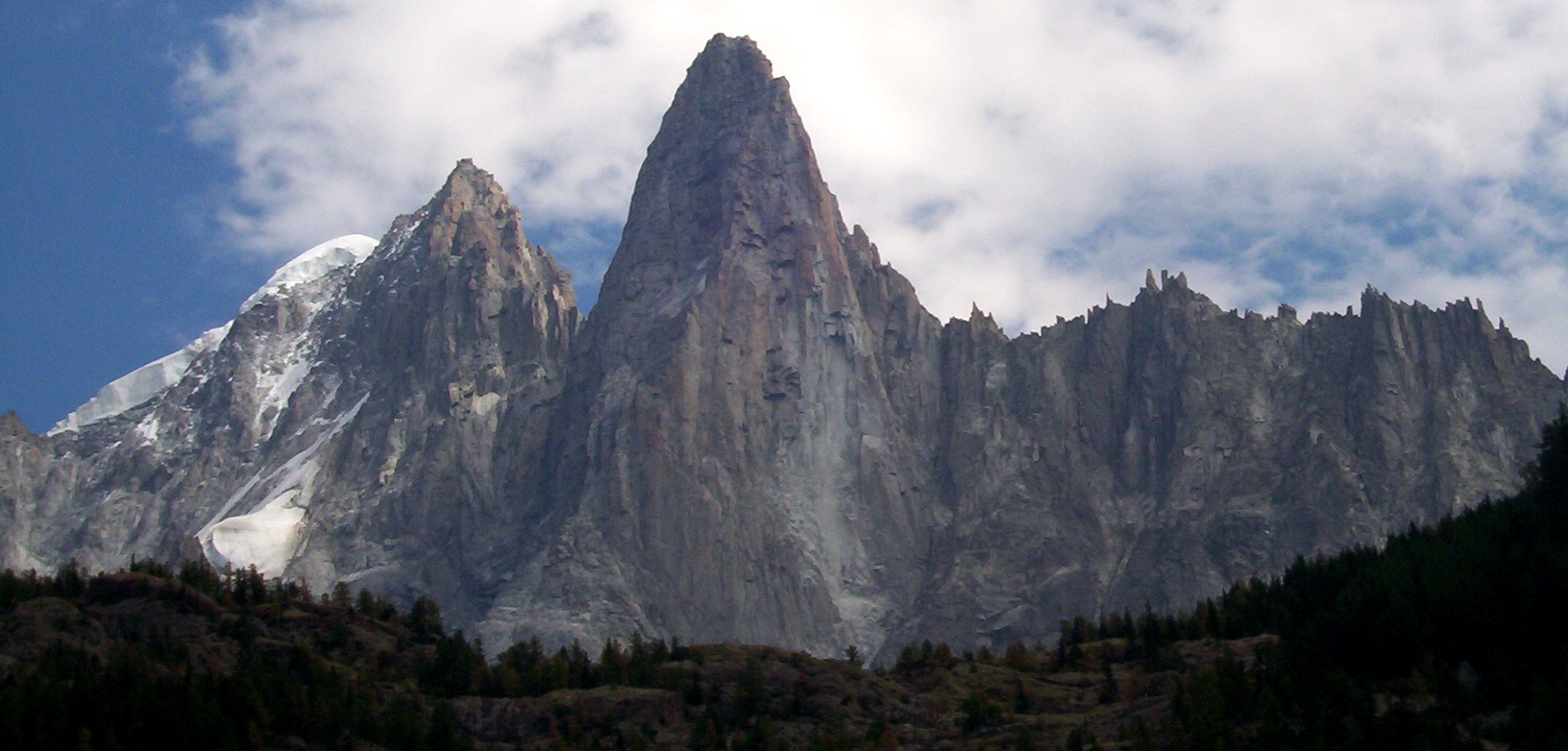
Blick auf die 1100 m hohe Aiguille-du-Dru-Westwand

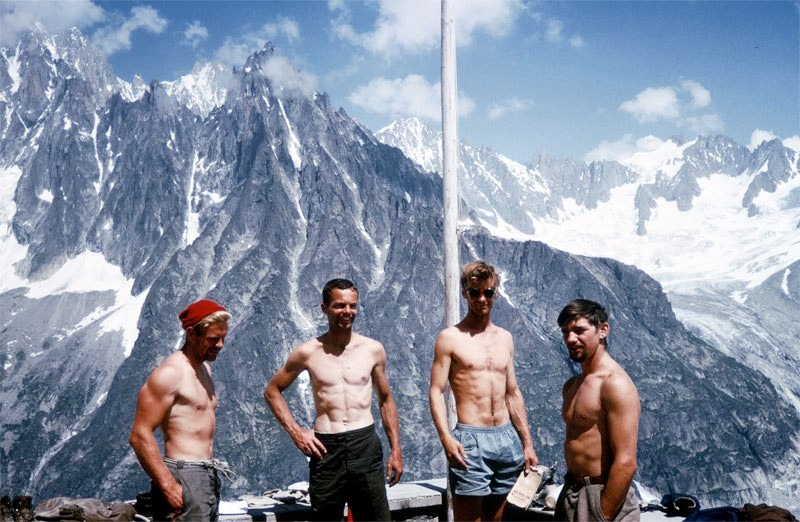
John Harlin, Tom Frost, Gary Hemming und Stewart Fulton nach der Erstbegehung der Fou-Südwand

So gelang Hemming im Sommer 1962 zusammen mit Royal Robbins die erste amerikanische Begehung des Walkerpfeilers an den Grandes Jorasses und die Erstbegehung der Route amerikanische Direkte an der Aiguille du Dru. 1963 erschloss er mit John Harlin, Tom Frost und Stewart Fulton die Route Voie américaine durch die Südwand der Aiguille du Fou. Die Route galt lange Zeit als die schwierigste Kletterei in den Alpen.
Hemming hinterließ seine Spuren auch außerhalb des Hochgebirges, wie zum Beispiel in den sonnigen Klettergebieten Südfrankreichs, in denen viele Kletterer den Winter verbrachten. Hier brachte er die Leichtigkeit und Unbekümmertheit in die damalige eher ernste, durch Hakentechnik dominierte europäische Kletterszene. Dieses Lebensgefühl fand erst knapp 20 Jahre später mit der Freikletterbewegung der späten 1970er und frühen 1980er Jahre Einzug in Europa. Beispielsweise kletterte er wenn möglich barfuß und nicht in schweren Bergstiefeln. Freunde berichteten auch von Klettereien durch die Wände der Calanques unter LSD und bei Vollmond. 1963 gelang ihm mit John Harlin und Royal Robbins in der Calanque d’En-Vau die Erstbegehung des Éperon des américains sowie in derselben Calanque eine 200 m lange Traverse oberhalb des Meeresspiegels, die ohne Sicherung geklettert wird (Deep Water Soloing würde man heute sagen). Die Traverse, die nicht immer über tiefem Wasser verläuft, trägt heute seinen Namen: die Hemming-Traverse.

## Bergrettung aus der Dru-Westwand
Am 13. August 1966 brachen die deutschen Bergsteiger Heinz Ramisch und Hermann Schridell in Montenvers auf, um die Westwand der Aiguille du Dru zu durchsteigen. Nachdem sie nach der 90-m-Verschneidung den abfallenden Seilzugquergang auf das rechts darunter liegende Band hinter sich gebracht hatten, war ihnen der Weiterweg zum Gipfel wegen des schlechten Wetters klettertechnisch zu schwierig. Nach dem Quergang war ihnen aber auch der Rückzug abgeschnitten, das heißt, sie saßen 350 m unter dem Gipfel fest und warteten auf Rettung.
Während die offizielle Rettungsmannschaft der französischen Gebirgsjäger der École de haute montagne (EHM) versuchte, die Deutschen von oben zu erreichen, bildete sich eine „wilde“ Rettungsmannschaft auf Initiative von Gary Hemming, zu der Lothar Mauch, François Guillot, Gilles Bodin, Mike Burke sowie der Abenteuer-Filmemacher Gerhard Baur (sein Name wurde meist falsch geschrieben) gehörten. René Desmaison und Vincent Mercié schlossen später zu der Gruppe auf. Gemeinsam versuchten sie die Verunglückten von unten über die klassische Westwandroute zu erreichen.
Drei Tage nachdem sie von Montenvers aufgebrochen waren, erreichte Hemming bei extrem schlechten Wetterbedingungen kurz vor der offiziellen Rettungstruppe, zu der jetzt auch die Bergführer von Chamonix gehörten, am 21. August um 11:30 Uhr die Deutschen. Die Bergführer aus Chamonix schlugen den Rückzug entlang ihrer Aufstiegsroute durch die Dru-Nordwand vor. Dieser Weg hätte aber eine lange Querung in die Dru-Nordwand verlangt, was Hemming und Desmaison angesichts der Erschöpfung der Verunglückten zu gefährlich erschien. Darüber hinaus hielten beide den Nordwandabstieg mit mehreren Personen für zu steinschlaggefährdet. Hemming entschied deshalb, über die von ihm erstbegangene Westwand-Route amerikanische Direkte abzuseilen, die gerade und steinschlagsicher 750 m hinab führte. Noch während die Diskussion lief, versuchte ein Mitglied der EHM-Rettungstruppe, die Verunglückten von oben abseilend zu erreichen. Durch einen unglücklichen Zufall schlang sich das Seil um seinen Hals. Offizielle und inoffizielle Retter mussten hilflos zusehen, wie sich Wolfgang Egle (sein Name wurde häufig falsch geschrieben) selbst strangulierte und erstickte. Wolfgang Egle war damals Leiter der Jungmannschaft der Sektion Stuttgart des DAV und hatte sich, nachdem er gerade von der Dru-Nordwand zurückkam und von der misslichen Lage der festsitzenden deutschen Bergsteiger erfuhr, sofort der französischen EHM-Rettungsmannschaft angeschlossen.
Am Vormittag des 23. August, nach einem weiteren Biwak in der Wand inmitten eines starken Gewitters, erreichte schließlich das Rettungsteam um Hemming und die Verunglückten den Wandfuß, von wo aus die Verunglückten unverzüglich ins Krankenhaus geflogen wurden. René Desmaison verkaufte die Geschichte der Rettung an die Zeitschrift Paris Match. Die Rettungsaktion, bei der zwei Menschen gerettet wurden und einer starb, löste eine heftige Polemik aus, die durch die gesamte französische Presse ging. In allen größeren Zeitungen und im Fernsehen wurde zum Teil in langen Artikeln über die Rettungsaktion berichtet, wie zum Beispiel in Paris Match (3. September 1966) oder in Le Monde (24. August 1966). Während Desmaison wegen der inoffiziellen Rettungsaktion und deren Berichterstattung in Paris Match aus der Compagnie des guides de Chamonix ausgeschlossen wurde, stand Hemming im Mittelpunkt des Presserummels und wurde als Held gefeiert. Die französische Presse gab Hemming wegen seiner langen Haare und seines Vagabundencharakters den Beinamen „le beatnik des cimes“ (der Beatnik der Gipfel).